# 高橋里美
高橋 里美（たかはし さとみ、1886年（明治19年）11月28日 - 1964年（昭和39年）5月6日）は、日本の哲学者。男性。元東北大学総長。文化功労者。

## 経歴
出生から修学期
1886年、山形県東置賜郡上郷村（現米沢市）で生まれた。13歳の時に父を失い、米沢にあった母の実家本間家で育った。米沢中学校（現山形県立米沢興譲館高等学校）、第一高等学校を経て、1907年（明治40年）に東京帝国大学文科大学に入学。哲学科で学び、1910年（明治43年）に卒業。同大学大学院へ進み、修了した。大学院在学時の26歳の時に処女論文「意識現象の事実と其意味」（1912年5・6月号『哲学雑誌』）を発表して西田幾多郎『善の研究』を批判し、西田と論争を展開して注目された。
戦前
1919年（大正8年）、新潟高等学校 (旧制)教授に就任。1921年（大正10年）、東北帝国大学理学部助教授に転じた。1925年（大正14年）、文部省在外研究員としてヨーロッパ留学を命じられ、ハイデルベルク大学、フライブルク大学に滞在。リッケルトやフッサールの教えを受けた。1928年（昭和3年）に法文学部教授に昇格し、哲学第一講座を担当した。1937年（昭和12年）からは法文学部長を務めた。
戦後
戦後、1947年（昭和22年）に山形高等学校 (旧制)校長に就任。翌1948年（昭和23年）、学位論文『包弁証法』を東北大学に提出して文学博士号を取得。1949年（昭和24年）、東北大学第9代総長に就任した。3期に渡って学長を務め、占領下においてGHQが大学に対してレッド・パージを迫ったイールズ事件が起こった際には対応にあたった。
1950年（昭和25年）、日本学士院（当時の第一部人文科学部門）会員になる。同年12月13日には、第一部の新会員一同とともに昭和天皇から皇居に招かれ午餐を陪食した。
1956年（昭和31年）1月9日、宮中講書始の儀では「文化の根本動機としての愛の諸形態」と題して御進講を務めた。1957年（昭和32年）に東北大学総長を退任し、名誉教授となった。1964年（昭和39年）、東京都文京区大塚の癌研病院にて死去。

## 受賞・栄典
- 1958年：文化功労者
- 1964年：正三位、勲一等瑞宝章を受章。

## 研究内容・業績
哲学の中でも近現代ドイツ哲学を専門とし、現象学研究の日本への紹介者としても知られている。処女論文「意識現象の事実と其意味」（1912年5・6月号『哲学雑誌』）では西田幾多郎を批判し、西田と論争を展開して注目された。「意識現象の事実と其意味」は『善の研究』への初の本格的批評で、西田は10月号に反論を発表した。西田哲学に対抗し得る独自の哲学体系を構築した数少ない哲学者の一人でもある。その著作は『高橋里美全集』(全7巻)にまとめられている。
国際高橋里美研究会
2016年8月、その思索を考察する研究会として「国際高橋里美研究会」が発足した。
高橋文庫
西洋哲学関係の洋書(18世紀～20世紀)が「高橋文庫」として山形大学に収められている。目録が刊行されており、図書館webでも蔵書目録を見ることができる。

## 著作
- 『現代の哲學』岩波書店 1917
- 『フツセルの現象学』第一書房 1931
- 『全体の立場』岩波書店 1932
- 『体験と存在』岩波書店 1936
- 『認識論』岩波書店 1938
- 『歴史と弁証法』岩波書店 1939
- 『包弁証法』理想社 1942
- 『哲学の本質』福村書店 1947
- 『私の哲学と人生観』角川新書 1951
- 『西欧文化と日本文化』IDE教育選書 民主教育協会 1961
- 『人生と宗教』理想社 1963
- 『哲学概論』未来社 1972
- 『全体性の現象学』高橋里美著、野家啓一編 燈影舎 2001

著作集
- 『高橋里美全集』全7巻、福村出版 1973

1. 『哲学論および体系論』
2. 『認識の問題』
3. 『時間・歴史および弁証法』
4. 『フッセルの現象学および現代日本の体系哲学について』
5. 『宗教・人生・文化』
6. 『初期の著作、ほか』
7. 『小品・随想・その他』

翻訳
- 『物質と記憶』ベルクソン著、星文館 1914
  - 文庫化 岩波文庫 1936、新装復刊 1996
- 『哲学概論』ヘーゲル著、武市健人共訳 岩波書店 1932

記念論集
- 『高橋里美 人と思想』高橋里美先生を偲ぶ文集刊行会 日本化研印刷出版部 1979